# Tatoris
Tatoris ist ein litauischer männlicher Familienname.

## Weibliche Formen
- Tatorytė (ledig)
- Tatorienė (verheiratet)

## Namensträger
- Jonas Tatoris (1925–2004), Kunsthistoriker, Ehrenbürger von Klaipėda
- Juozas Tatoris (1905–1977), Agronom, Zootechniker und Politiker, Vizeminister